# Dumbrăveni (localidad de Constanța)
Dumbrăveni (antiguamente Hairamchioi) es una localidad rumana de la comuna homónima, en el condado de Constanța.

## Toponimia
El antiguo nombre del lugar puede encontrarse escrito con grafías como Hairan-Chioi,Hairanchioi, Hairamchioiy Hairam-Chioi. Pasó a llamarse Dumbrăveni.

## Historia
Hacia finales del siglo XIX, la localidad, que ya por entonces pertenecía al condado de Constanța, formaba parte de la comuna homónima de Hairan-Chioi y tenía contabilizada una población, compuesta por rumanos y búlgaros, de 634 habitantes.
En la segunda mitad del siglo XX la localidad había pasado a formar parte de la comuna homónima de Dumbrăveni. En el censo de 2021 la comuna tenía una población de 396 habitantes.